# Partit dels Treballadors (Letònia)
El Partit dels Treballadors (en letó: Darba partija, DP) va ser un partit polític a Letònia.
El partit es va fundar el 1920 i va guanyar sis escons en les eleccions de l'Assemblea Constitucional de Letònia d'aquest any, convertint-se en el quart major partit de l'Assemblea. Per als comicis de 1922 es va formar una aliança amb el Centre Democràtic i el Partit Popular de Letònia, guanyant sis escons. Els dos partits es van fusionar oficialment amb el Centre Democràtic a l'any següent.
Es va restablir el partit el 1997, i va participar en les eleccions de 1998 amb una aliança amb la Unió Demòcrata Cristiana i el Partit Verd de Letònia, però no va aconseguir guanyar cap escó. A les eleccions de 2002 va formar part de l'Aliança Centre, però una vegada més no va aconseguir cap escó. El partit es va dissoldre definitivament el 2008.